# Emil Bruckner
Emil Bruckner (n. 1905 – d. 1983)  este poet de limba germană din România.

## Scrieri
- Zahl oder Wappen / Gedichte 1925-1971, Editura Kriterion, București, 1972, 1640 exemplare.